# آشپزی فرانسوی

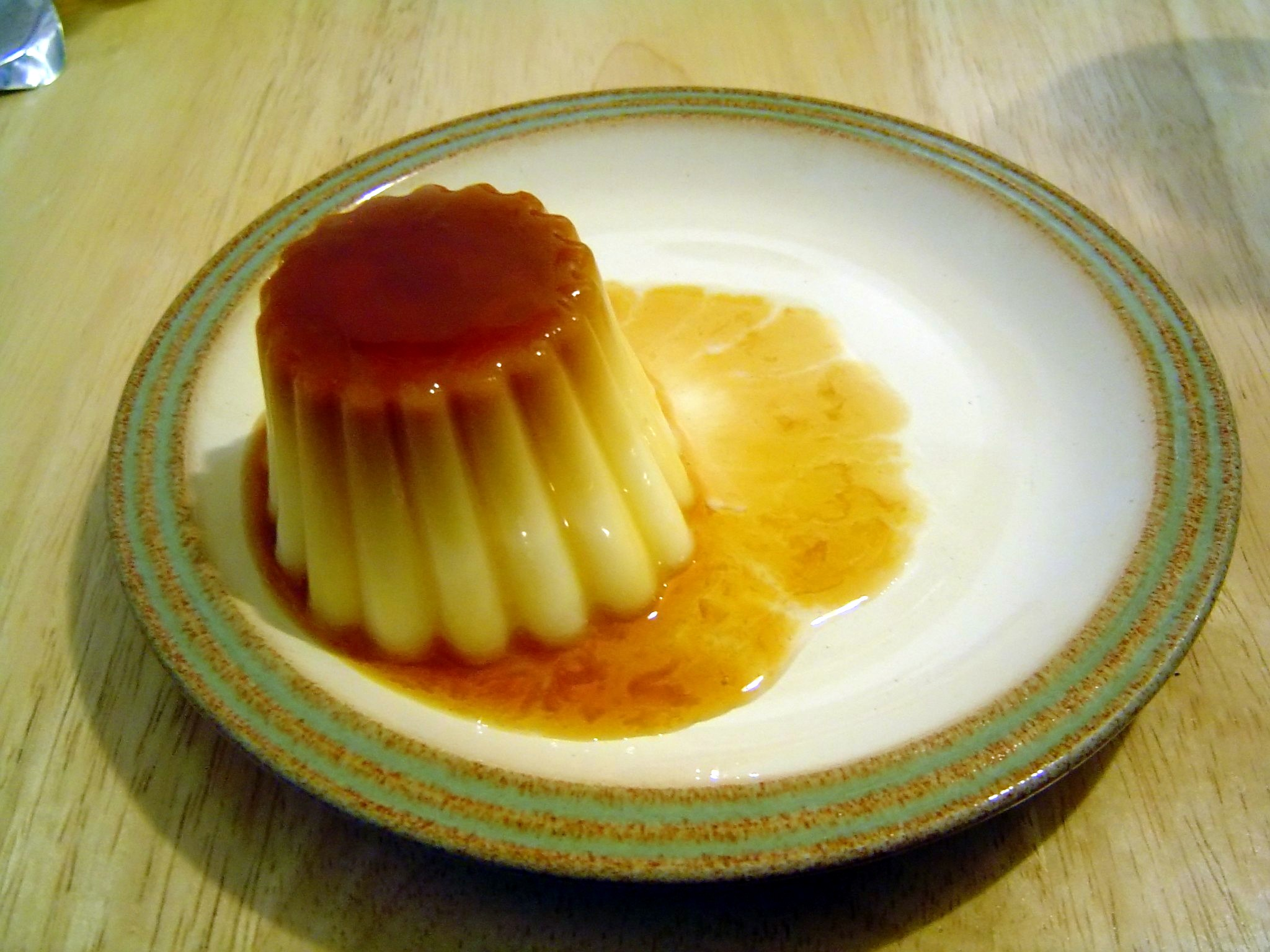
کرم کارامل

آشپزی فرانسوی (به فرانسوی: Cuisine française) به مجموعهٔ سنت و شیوه‌های آشپزی کشور فرانسه گفته می‌شود.
یکی از نخستین کتاب‌های آشپزی به دست سرآشپزی درباری به نام گیوم تیرل در سده‌های میانه نگاشته شده است. در سدهٔ هفدهم میلادی، سرآشپزانی فرانسوی چون فراسنوا پیر لاوارن و ماری آنتوان کارم با توسعهٔ فن آشپزی در فرانسه این کشور را در این زمینه متمایز از دیگر کشورها نمودند. شراب و پنیر دو رکن مهم در آشپزی فرانسوی‌اند.
در نوامبر ۲۰۱۰ میلادی، دانش غذایی فرانسه به فهرست میراث فرهنگی و معنوی یونسکو افزوده‌شد. این نخستین‌باری بود که آشپزی یک کشور در این فهرست ثبت می‌شد.

## آشپزی در مناطق گونه‌گون فرانسه
هر منطقهٔ فرانسه به واسطهٔ گونه‌ای فراورده‌های خوراکی نامور است. برای نمونه در بوردو انگورهای ویژه‌ای پرورش می‌یابد که از آنها برای عمل‌آوردن شراب بوردو بهره می‌برند. شراب‌های بورگونی و فرانش-کنته نیز معروفیت دارند. شامپانی نیز به نوشیدنی نامدارش -شامپاین- نامور است. در رون استفاده از میوه‌ها و سبزی‌های تازه محبوبیت دارد. در خطوط ساحلی فرانسه نیز از انواع ماهی‌ها و سخت‌پوستان در پخت‌وپز بهره‌می‌گیرند.